# Тоидзе, Георгий Моисеевич
Гео́ргий Моисе́евич Тои́дзе (груз. გიორგი მოსეს ძე თოიძე, 15 сентября 1914, Тифлис — 1997) — грузинский советский скульптор и график. Член Союза художников СССР.

## Биография
Родился в семье Моисея Ивановича Тоидзе (1871—1953) — живописца, Героя Труда (1932), народного художника СССР (1953). Младший брат Ираклия Тоидзе (1902—1985), графика, живописца, народного художника Грузинской ССР, лауреата четырёх Сталинских премий, автора известного плаката «Родина — мать зовет!».
Участник Великой Отечественной войны, сотрудник политического управления Закавказского военного округа; редакции газеты «Друг Ирана» . Награждён орденом Отечественной войны II степени (06.11.1985).

Надгробие А. Н. Туполева на Новодевичьем кладбище

Могила Георгия Тоидзе на Кунцевском кладбище

Похоронен в Москве на Кунцевском кладбище (10 уч.).

## Творчество
- Бюст космонавта Владислава Волкова в Сквере Космонавта Волкова в Москве[3]
- Надгробие авиаконструктора Андрея Туполева на Новодевичьем кладбище[4]
- Бюст В. И. Ленина в городе Киржач (1976, архитектор Б. И. Тхор)[5]
- Памятник Н. Е. Жуковскому в городе Жуковский (1970, архитектор Б. И. Тхор  Объект культурного наследия народов РФ федерального значения. Рег. № 501410644760006 (ЕГРОКН))
- Памятник Шоте Руставели в Ахалцихе (1966)[6]
- Памятник Серго Орджоникидзе в Уфе (1955)[7]
- Памятник С. Орджоникидзе на территории Харьковского тракторного завода (1956)

## Личная жизнь
- Дочери — художник Нателла Тоидзе, продюсер Майя Тоидзе
- Зять — режиссёр Вадим Абдрашитов
- Братья и сёстры — Александра Тоидзе, Ираклий Тоидзе, Давид Тоидзе
- Жена — Руфь Тоидзе (Арнштейн)
- Внуки — Олег Абдрашитов, Нана Абдрашитова, Артём Чащихин-Тоидзе, Андрей Иванкин